# Грейпфрутовий сік

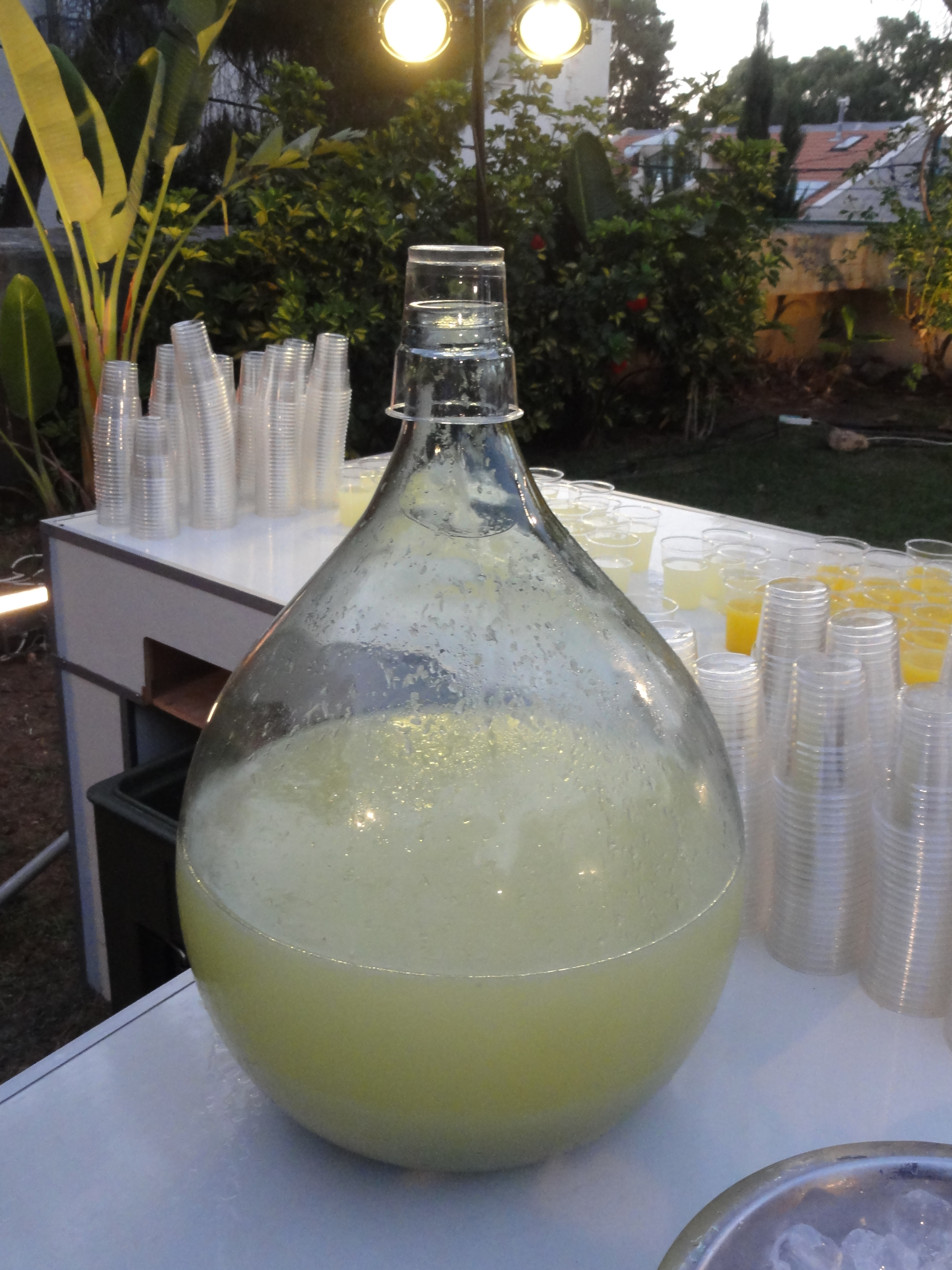
Сік білого грейпфрута

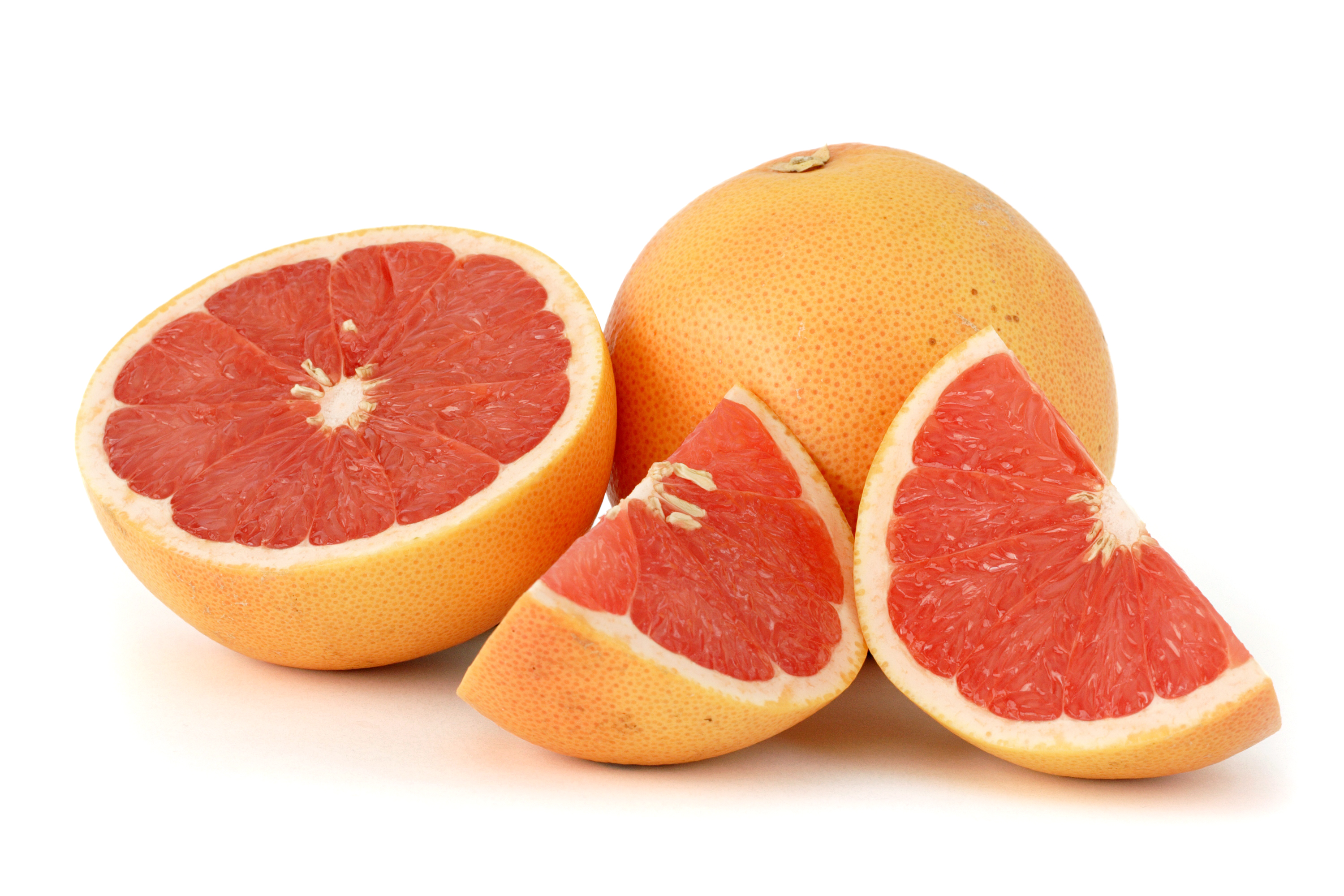
Порізаний рожевий грейпфрут

Грейпфрутовий сік — це сік з грейпфрутів. Багатий вітаміном С, його смак варіюється від солодко-терпкого до дуже кислого. Варіації включають сік білого грейпфрута, рожевого грейпфрута та рубіново-червоного грейпфрута.
Грейпфрутовий сік важливий у медицині через його взаємодію з багатьма поширеними ліками, включаючи кофеїн і ліки, які можуть змінити їх поведінку в організмі.
Грейпфрутовий сік є поширеним напоєм на сніданок у Сполучених Штатах.

## Лікарські взаємодії
Було виявлено, що грейпфрут і грейпфрутовий сік взаємодіють з багатьма ліками, що в багатьох випадках призводить до побічних ефектів. Це відбувається з двох причин: перша полягає в тому, що грейпфрут може блокувати фермент, який метаболізує ліки, і якщо препарат не метаболізується, то рівень препарату в крові може стати занадто високим, що призведе до несприятливого ефекту . Інший ефект полягає в тому, що грейпфрут може блокувати всмоктування ліків у кишечнику, і якщо ліки не всмоктується, то його недостатньо в крові, щоб мати терапевтичний ефект.
Один цілий грейпфрут або стакан 200 мл грейпфрутового соку може викликати токсичність передозування ліків. Препарати, несумісні з грейпфрутом, як правило, позначені на упаковці або вкладиші . Люди, які приймають ліки, можуть поставити своєму лікарю або фармацевту запитання про взаємодію грейпфрута та ліків.

## Використовуйте в коктейлях
Грейпфрутовий сік використовується в кількох коктейлях, таких як морський бриз (складається з грейпфрутового соку, горілки та журавлинного соку); солоний собака, грейпфрутова мімоза і грейпфрутовий радлер .